# Leyre Romero Gormaz
Leyre Romero Gormaz (født 6. april 2002) er en professionel tennisspiller fra Spanien.